# Palácio Ferreira Pinto Basto

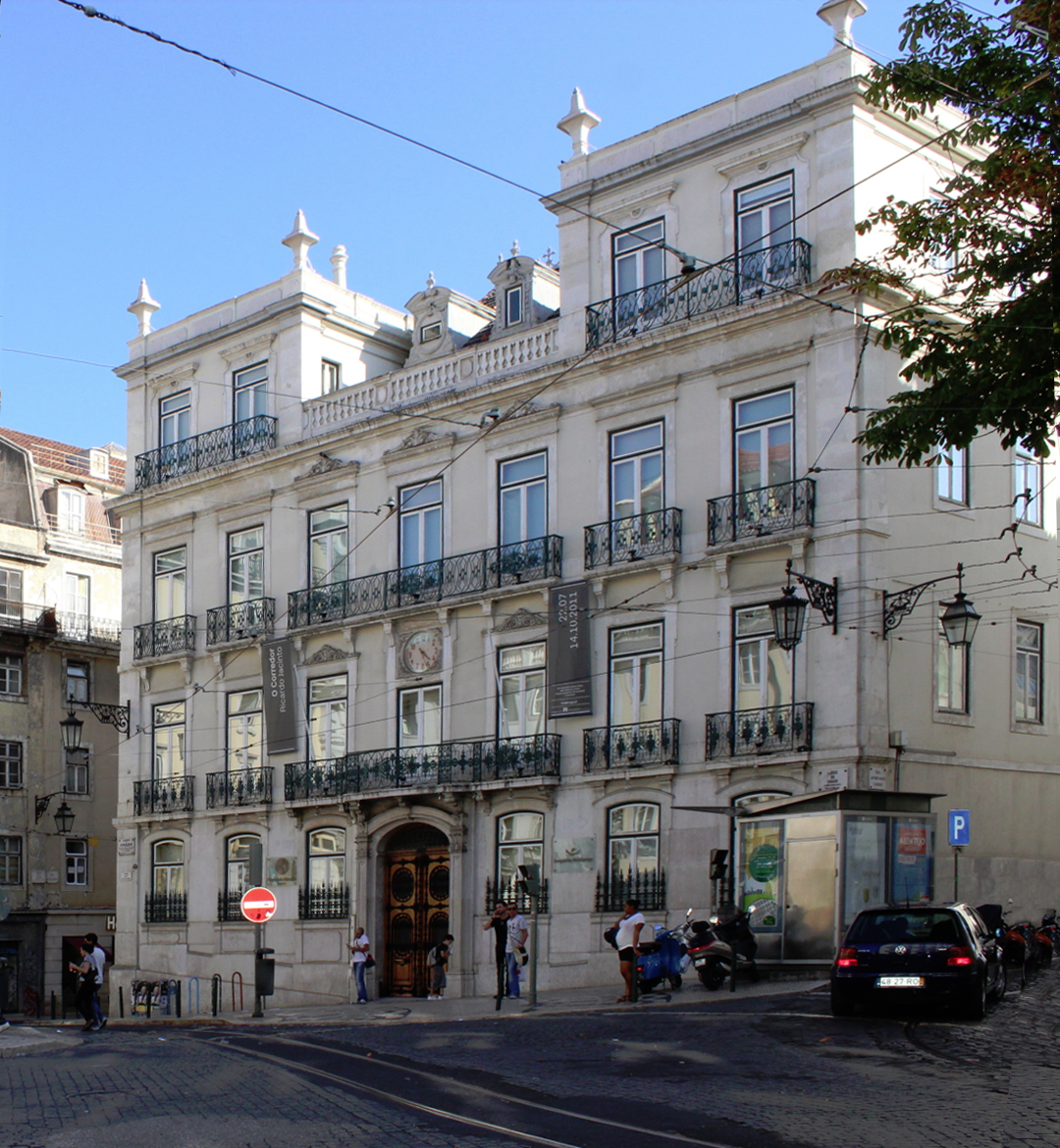
Palácio Ferreira Pinto Basto (rechts)

Der Palácio Ferreira Pinto Basto ist ein ehemaliger Stadtpalast im Zentrum der portugiesischen Hauptstadt Lissabon. Er bestimmt die Südseite des Largo do Chiado.

## Geschichte
Der Palast wurde 1791 durch den Kaufmann Francisco Higíno Dias Ferreira errichtet. Nach dessen Tod residierte darin João Lannes, später Duque de Montebelo und französischer Minister. Nach der Invasion französischer Truppen zog General Junot ein, der der Überlieferung nach sich vom Glockengeläut der beiden benachbarten Kirchen Encarnação und Loreto stark gestört fühlte. Ab 1808 befand sich die französische Gesandtschaft in dem Gebäude, von 1809 bis 1816 das britische Kommissariat.
1827 erwarb der Fabrikant und Kaufmann José Ferreira Pinto Basto, Gründer der Fábrica da Vista Alegre, den Palast, ließ das Haus im Inneren künstlerisch umgestalten und gab ihm sein heutiges Erscheinungsbild. 1843 wurde das Haus Sitz der Banco do Porto. Von 1844 bis 1848 diente es unter dem Namen Hotel Peninsular als Luxushotel. Ab 1860 war darin der Sitz der Banco Nacional Ultramarino, ab 1868 das Staatsministerium, ab 1889 der Sitz der Caminhos de Ferro da Beira Alta. Später diente es unter den Namen Hotel Mata und Hotel Itália wieder als Hotel.
Ende des 19. Jahrhunderts verkaufte Reinaldo Pinto Basto, Enkel des Unternehmers José Ferreira Pinto Basto, an den Kommandanten Nunes Teixeira. 1902 kam das Haus in den Besitz der Viscondessa de Valmor, Josefina Clarisse de Oliveira. Seit 1913 befindet sich darin die Versicherungsgesellschaft A Mundial. Während dieser Zeit wechselten die Besitzer mehrmals.